# 加藤一夫 (政治学者)
加藤 一夫（かとう かずお、1941年4月27日 - ）は、日本の国際政治学者、社会運動家、静岡福祉大学名誉教授。専門は国際関係論、ナショナリズム論、国際福祉論。
北海道岩内郡共和町生まれ。1968年東京外国語大学ロシア語科卒、1973年東京大学大学院社会学研究科国際関係論博士課程満期退学。国立国会図書館調査員を経て1992年に静岡県焼津市へ。静岡精華短期大学教授、副学長を経て、静岡福祉大学学長、名誉教授。
1960年代からボランティア活動や社会運動に参加。PARC（アジア太平洋情報センター）機関紙編集委員、季刊『クライシス』編集委員、中東欧反体制支援『QUO』の編集委員などを務める。

## 著書
- 『記憶装置の解体 国立国会図書館の原点』エスエル出版会 1989
- 『アポリアとしての民族問題 ローザ・ルクセンブルクとインターナショナリズム』社会評論社 1991
- 『東欧革命の社会学 市民社会と民衆運動』作品社 1991
- 『情報社会の対蹠地点 図書館と幻想のネットワーク』社会評論社 1992
- 『歴史の転換と民族問題 ナショナリズム・ルネサンスの時代』御茶の水書房 1993
- 『エスノナショナリズムの胎動 民族問題再論』論創社 2000
- 『やいづ平和学入門 ビキニ事件と第五福竜丸』論創社 2012

### 共編著・監修
- 『ソ連・東欧の体制変動 ドキュメント 1988～1991』藤本和貴夫共編著 インパクト出版会 1991
- 『日本の植民地図書館 アジアにおける日本近代図書館史』河田いこひ,東條文規共著 社会評論社 2005
- 『焼津流平和の作り方 「ビキニ事件50年」をこえて』ビキニ市民ネット焼津編著 秋山博子共監修 社会評論社 2007
- 『ヒロシマ・ナガサキ・ビキニをつなぐ 焼津流平和の作り方 2』ビキニ市民ネット焼津,かまぼこ屋根の会編著 秋山博子共監修 社会評論社 2012

### 翻訳
- 『トロツキー選集 革命はいかに武装されたか 赤軍建設の記録2』藤本和貴夫共訳 現代思潮社 1973
- ローザ・ルクセンブルク『民族問題と自治』川名隆史共訳 論創社 1984
- ステファン・キェニェーヴィチ編『ポーランド史』水島孝生共訳 恒文社 1986
- R.スタヴェンハーゲン『エスニック問題と国際社会 紛争・開発・人権』 監訳 御茶の水書房 1995